# Drongo de les Andaman
El drongo de les Andaman (Dicrurus andamanensis) és un ocell de la família dels dicrúrids (Dicruridae).

## Hàbitat i distribució
Habita boscos de les illes Andaman.